# Хула (долина)
Доли́на Ху́ла (ивр. עמק החולה‎ — э́мек ха-Ху́ла) — долина и сельскохозяйственный район на севере Израиля, богатый пресной водой. Эта долина является узким местом миграции птиц вдоль Восточно-Африканской рифтовой долины между Африкой, Европой и Азией.
С древних времен в долине существовало озеро Хула (библейское озеро Маром), которое было осушено вместе с болотами вокруг в 1950-х годах с целью улучшения окружающей среды для нужд сельского хозяйства. Хотя сначала осушение рассматривалось как национальное достижение Израиля, впоследствии выяснилось, что эти действия имели и ряд негативных последствий.
В 1964 году долина была объявлена заповедником, и часть озера (известная как אגמון החולה‎ агмо́н ха-Хула — «озерцо Хула») была восстановлена, а сейчас проводятся работы по восстановлению почти исчезнувшей экосистемы с целью остановить ухудшение почв.
В долине Хула у истоков ручья Нахаль-Маханаим найдена доисторическая стоянка эпохи среднего палеолита.

## Галерея
- серые журавли, лысухи и кряквы
- Домашние азиатские буйволы пасутся на болотах
- Черепахи в долине
- Пшеница в долине, 2007 год